# Cello Songs
Cello Songs è un album di Sarah Jane Morris pubblicato il 25 ottobre 2011 per la Cinik Records con la produzione e gli arrangiamenti di Enrico Melozzi.

## Tracce
1. Fast Car – 4:26
2. Alleria – 4:19
3. Love Is Pain – 3:17
4. Blowers Daughter – 5:44
5. Illumination – 4:07
6. She Always Hung Out Her Washing – 2:29
7. Migratory Birds – 4:24
8. Blue Valentine – 2:45
9. Moonlight – 5:29
10. Mother of God – 3:04

Durata totale: 40:04

## Cello Songs Tour
Nel 2012 ha inizio il Cello Songs Tour che si protrae per tutto i 2012 e continua anche nella prima metà del 2013. Presenze fisse del tour sono i musicisti Enrico Melozzi, Tony Remy, Michael Rosen, Henry Thomas e i Celestial Quartet. Il tour si è svolto tra il Regno Unito e l'Italia. Noemi ha partecipato in alcune tappe svoltesi nel Regno Unito.